# Kampfgeschwader 155
Kampfgeschwader 155 (dobesedno slovensko: Bojni polk 155; kratica KG 155) je bil bombniški letalski polk (Geschwader) v sestavi nemške Luftwaffe.

## Organizacija
- štab
- I. skupina
- II. skupina
- III. skupina

## Vodstvo polka
Poveljniki polka (Geschwaderkommodore)
- Generalmajor Wilhelm Süssmann: 1. november 1938